# Repubblica Sovietica del Terek
La Repubblica Sovietica del Terek (in russo: Терская Советская Республика) è stato il nome assunto dal territorio ad est della Repubblica Popolare del Kuban', tra Caucaso, Mar Caspio, e fiume Volga allorquando questi venne conquistato dai bolscevichi durante la guerra civile russa nel marzo del 1918, subito dopo il Trattato di Brest-Litovsk. Successivamente si fuse con la Repubblica Sovietica del Kuban'-Mar Nero e la Repubblica Sovietica di Stavropol' nella Repubblica Sovietica del Caucaso Settentrionale, mentre invece era in ambigui rapporti con la democratica Repubblica delle Montagne del Caucaso Settentrionale.